# Anticiclogénesis

Comparación entre un ciclón y un anticiclón en el hemisferio norte.

La anticiclogénesis es el desarrollo o fortalecimiento de la circulación anticiclónica en la atmósfera. Su equivalente opuesto es la ciclogénesis.  
Los anticiclones se conocen además como sistemas de alta presión. 

## Proceso
Las áreas de alta presión se forman debido a un movimiento descendente del aire a través de la tropósfera, la región de la atmósfera terrestre donde ocurre el tiempo atmosférico, es decir, el conjunto de los fenómenos meteorológicos. En los mapas sinópticos, es decir mapas que representan datos del tiempo en superficie, estas áreas muestran o bien vientos convergentes, fenómeno conocido como confluencia o bien líneas de convergencia en altura cerca o encima del nivel de no-divergencia, ubicado en el nivel de 500 hPa, o sea, en la mitad de la tropósfera.
En los mapas meteorológicos, los anticiclones se indican con la letra H en inglés y con la A en español colocada dentro de la isobara con el valor de presión más alto. En las cartas (mapas) de presión constante en los niveles altos, se coloca dentro de la línea de contorno más alta.